# Конти, Джованни (викарий Рима)
Джованни Конти (Giovanni Conti) — католический церковный деятель XII века. На консистории 1150 года был провозглашен кардиналом-священником с титулом церкви Санти-Джованни-э-Паоло. Участвовал в выборах папы 1153 (Анастасий IV), 1154 (Адриан IV), 1159 (Александр III) и 1181 (Луций III) годов. В качестве папского легата посылался на переговоры с королём Амори I. По возвращении с востока, в апреле 1178 года стал римским викарием.